# Guanzate
Guanzate – miejscowość i gmina we Włoszech, w regionie Lombardia, w prowincji Como.
Według danych na rok 2004 gminę zamieszkiwało 5060 osób, 843,3 os./km².